# Іванкова криниця
Іванкова криниця — гідрологічна пам'ятка природи місцевого значення. Об'єкт розташований на території Голованівського району Кіровоградської області, поблизу с. Покровське.
Площа — 2,5 га, статус отриманий у 1993 році.